# Вілла Гуардамангія
Вілла Гуардамангія (італ. – «дивитися» та «їсти»), раніше відома як Casa Medina та іноді згадувана як Casa Guardamangia, має площу 1559,9 кв. м. Таунхауз у Гвардаманга, Пієта, Мальта, який служив резиденцією принцеси Єлизавети, герцогині Единбурзької (пізніше королеви Єлизавети II), і принца Філіпа, герцога Единбурзького, між 1949 і 1951 роками, тоді як Філіп перебував на Мальті як морський офіцер.

## Історія
Маєток належав католицькому священнику приблизно в 1814 році, під час початку британської колонізації Мальти. Вважається, що приморський маєток був побудований приблизно в середині XVIII століття. Пізніше, у XX столітті він належав кільком видатним мальтійським родинам, серед яких були Сант-Фурньє, Бартолос і Шембріс. Більшу частину свого нинішнього вигляду будівля набула в 1900 році завдяки роботі сера Августо Бартоло і називалася тоді Casa Medina. Спочатку це був фермерський будинок. Він складається з 18 кімнат у житлових приміщеннях, стайні для тварин, великого саду з доріжкою та військового укриття.
Приблизно в 1929 році вілла була вперше здана в оренду Луїсу Маунтбеттену, який цікавився нею через близькість до Марси, де є іподром і поле для гольфу, що відповідало його розкішному способу життя. Вілла була в поганому стані та поділена на апартаменти, через що Маунтбаттени жили у двох кімнатах у готелі Фінікія у Флоріані поки будинок ремонтували. Через деякий час Маунтбеттен купив віллу і часто відвідував її, перебуваючи на Мальті головнокомандувачем Середземноморським флотом у 1950-х роках.
Коли герцог і герцогиня Единбурзькі приїхали на Мальту, вони спочатку зупинилися в палаці Сан-Антон, де їх приймав Джеральд Стрікленд і його дружина. Принцеса Єлизавета (пізніше королева Єлизавета II) та її тодішній наречений Філіп Маунтбаттен (пізніше принц Філіп, герцог Единбурзький) вперше зупинилися в Гуардамангії в 1946 році. Подружжя кілька разів поверталося на Мальту до 1952 року, поки Філіп працював там офіцером Королівського флоту, а Елізабет працювала в Асоціації сімей солдатів, моряків і авіаторів (SSAFA) в Оберж-де-Кастій. Згодом Маунтбеттен передав віллу королівській парі, і вони проживали там безперервно між 1949 і 1951 роками. Було припущення, що їхня старша дитина, король Карл III, була зачата на віллі. Пізніше королева описала своє перебування на Мальті як один із найкращих періодів свого життя, оскільки це був єдиний час, коли вона могла жити «нормально».
Королева Єлизавета II відвідала Віллу Гуардамангія під час свого державного візиту на Мальту в 1992 році, а у 2007 році вони з герцогом Единбурзьким відсвяткували там своє 60-річчя. У 2013 році Верховний комісар Мальти в Лондоні Норман Гамільтон подарував королеві картину Вілла Гуардамангія. Коли королева була на Мальті на зустрічі глав урядів Британської Співдружності у 2015 році, вона попросила побачити віллу, але, як повідомляється, їй відмовили її власники, родина Джуже Шембрі, оскільки вона була в жалюгідному стані, ремонтується та є предметом спору між його власниками та урядом. Президент Марі-Луїз Колейро Прека подарувала королеві ще одну картину фасаду вілли.
Будівля була виставлена на продаж у 2019 році за ціною 5 900 000 євро. Значна частина вмісту будівлі, включаючи меблі, твори мистецтва та антикваріат, була продана на аукціоні у вересні 2019 року. Після кампанії з реставрації та відкриття будівлі  в жовтні 2019 року її придбав уряд Мальти та довірив Heritage Malta для масштабних реставраційних робіт.

## Будівля та сади

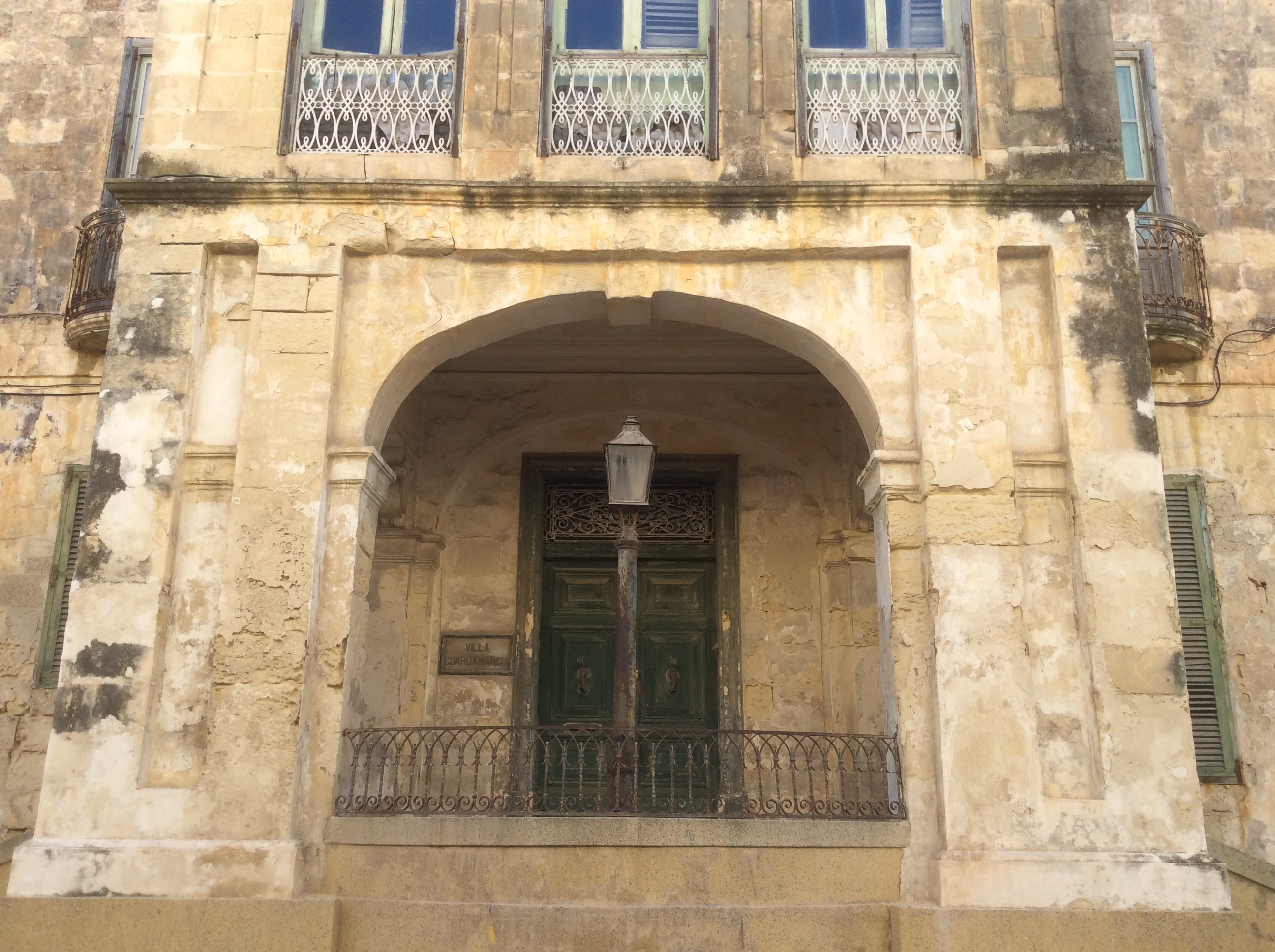
Передній фасад із табличкою з написом «Villa Guardamangia».

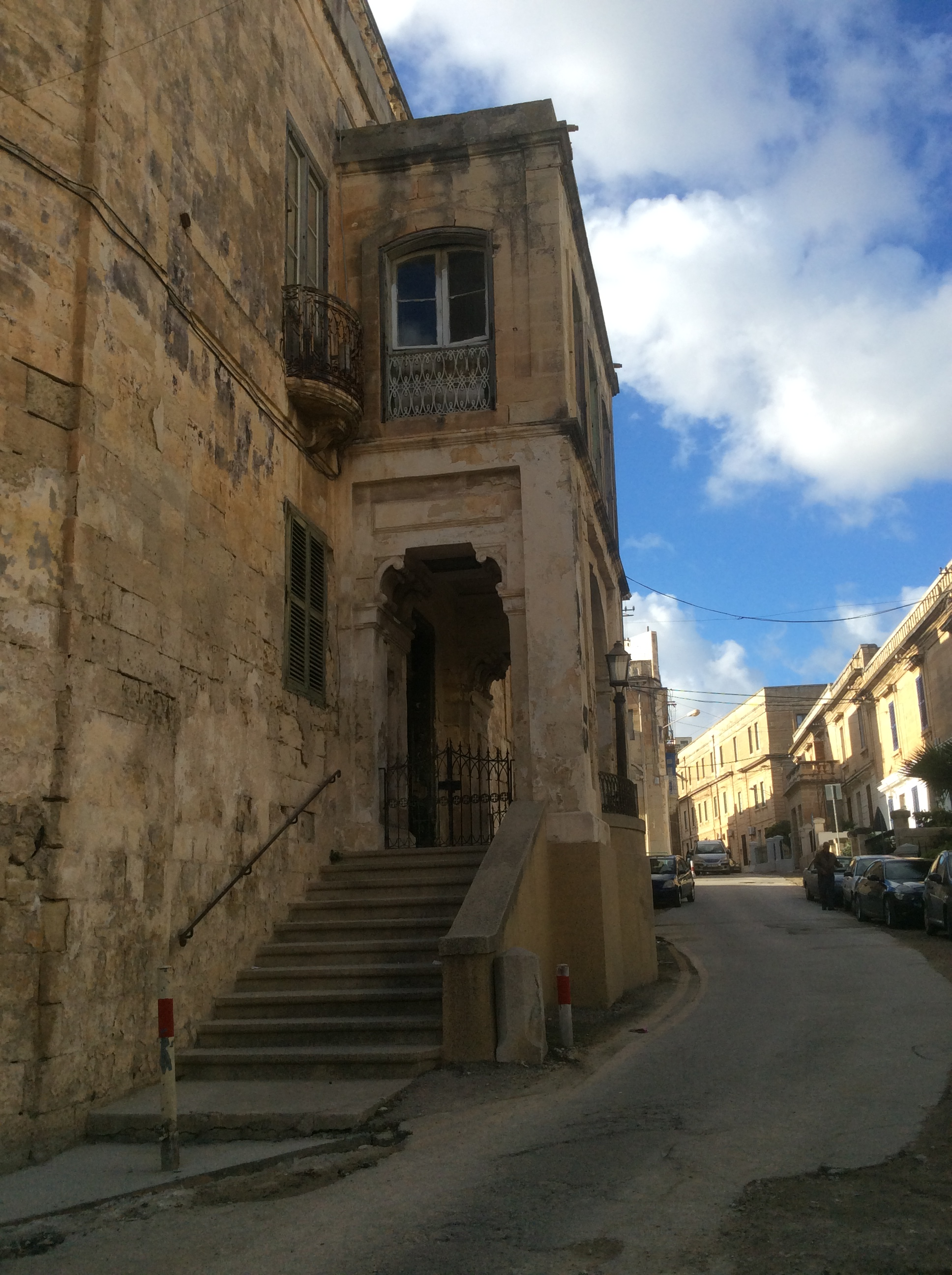
Вілла в напівзруйнованому стані.

Вілла розташована на околиці та передмісті Валлетти в містечку Гвардамангія розташованому на вершині  тихого житлового району у вузькій вулиці. Вілла описується як побудована у формі палацу з видом на море та гавань Марсамшетт. Королева описує його як «міський будинок». Це типова традиційна мальтійська резиденція. Будівля побудована з вапняку, відомого як піщаник і описаного королевою як «жовтий камінь», і має просторі інтер’єри. Будинок має два входи, один з яких знаходиться на рівні вулиці, а другий — після сходового прольоту під складним парадним ґанком. Королівська родина вивезла свої особисті речі з Британії, коли вони жили на віллі, що дозволило їм жити в розкішній резиденції та елегантному будинку. На віллі королівської родини були британські слуги.
Сади вілли відокремлені. Королева описала його просто як «невеликий сад на віллі Гуардамангія». Королева сама прикрашала сади та околиці відповідно до своїх смаків і способу життя, однак більшість роботи, пов’язаної з садом, виконував садівник. Головною особливістю саду є довга тераса, що веде від будівлі вілли до іншого боку саду. Посередині тераси стояла лава, де була зроблена більшість відомих опублікованих фотографій королівської пари та гостей. Інші фотографії були зроблені на терасі на даху вілли, а деякі були зроблені пресою в той час у передній частині вілли, коли пара йшла по сходах. Сад мав функцію розважати, а також вирощувати квіти, які принц Філіп із задоволенням мав у своїй каюті та кімнаті.

## Сучасний стан
Управління з довкілля та планування Мальти віднесло будівлю до пам’ятника II-го ступеня, вона перебуває в напівзруйнованому стані. НУО Flimkien għal Ambjent Aħjar закликала до її реставрації, після чого уряд займався експропріацією та реставрацією вілли, звинувачуючи її тодішніх власників у тому, що вони дозволили віллі занепасти, щоб виправдати її знесення, щоб ділянку можна було продати та переплановати.
Вілла Guardamangia є потенційною туристичною визначною пам'яткою після відновлення. У ненауковому онлайн-опитуванні 2015 року 84% респондентів заявили, що відвідали б віллу, якби її відреставрували та відкрили для публіки. Вілла є пам'яткою, пов'язаною з королівською сім'єю. The Daily Telegraph помилково описав передній фасад вілли Лугінсленд у Рабаті як задню частину вілли Гуардамангія.
Вілла Гуардамангія була приватною власністю Маріки Шембрі та її братів і сестер. У червні 2019 року вілла була виставлена на продаж за 6 мільйонів євро (5,3 мільйона фунтів). Однак її купили за 5 мільйонів євро. З жовтня 2019 року вілла належить уряду Мальти. Станом на червень 2020 року Heritage Malta (національне агентство культурної спадщини) проводить масштабні реставраційні роботи на віллі. Британська королівська родина буде запрошена на відкриття вілли.

## Зображення

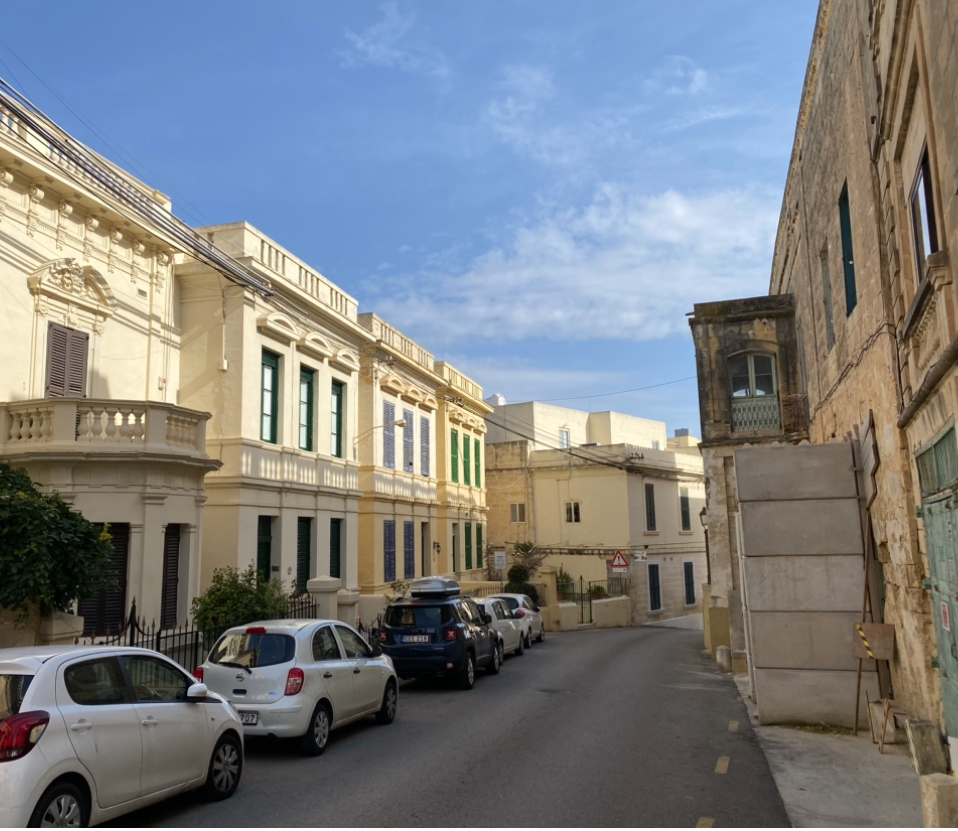
Вулиця, де розташована вілла Гуардамангія у 2024 році.
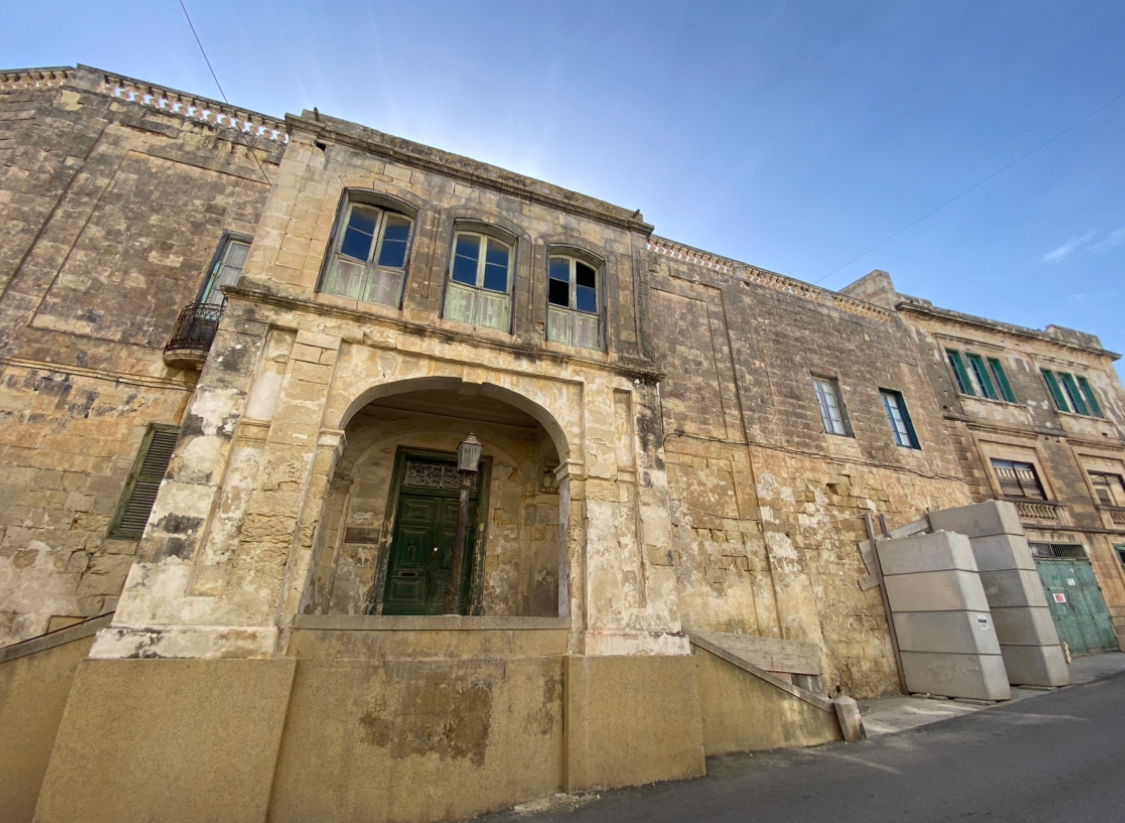
Вілла Гуардамангія в 2024 році.
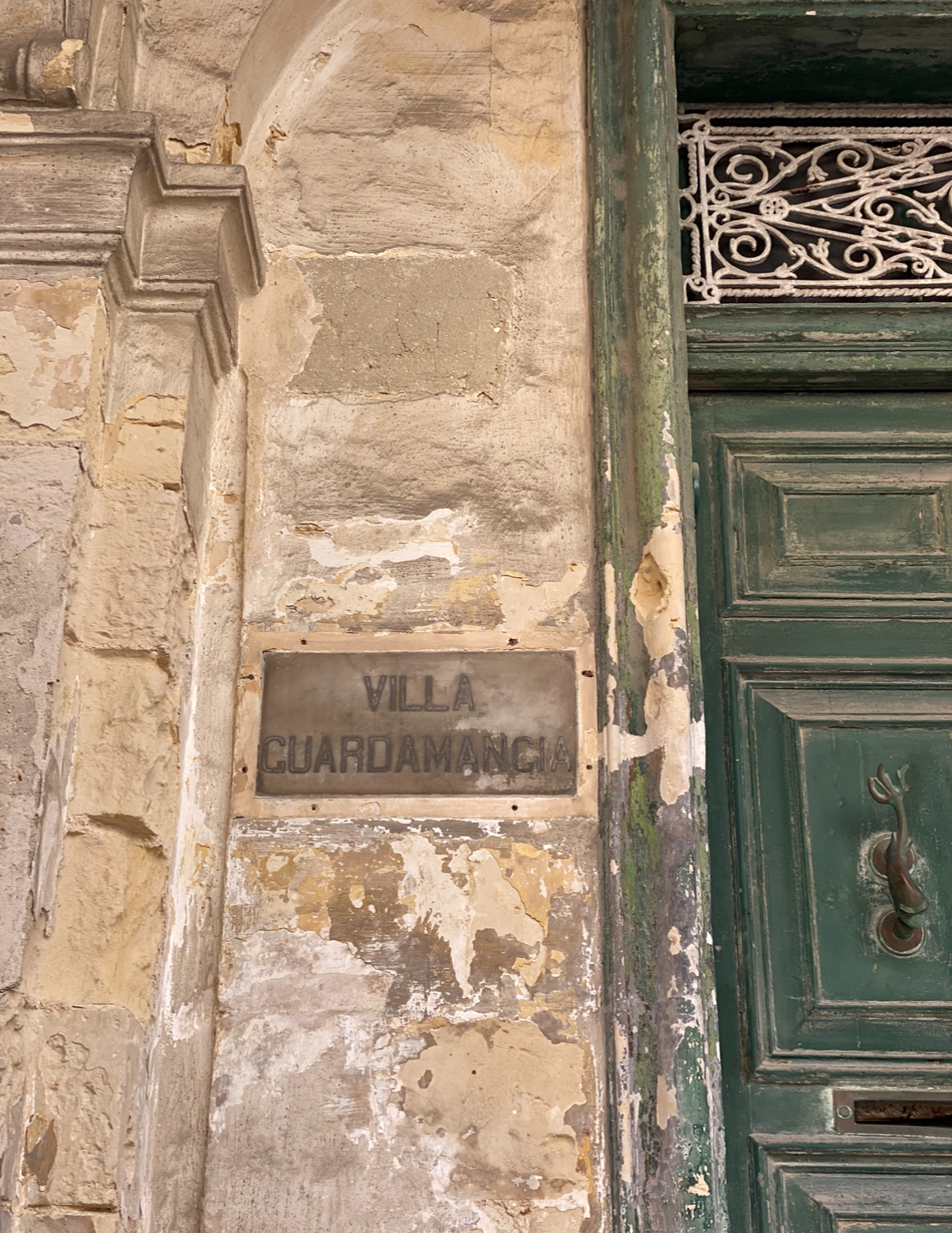
Табличка з написом «Вілла Гуардамангія».
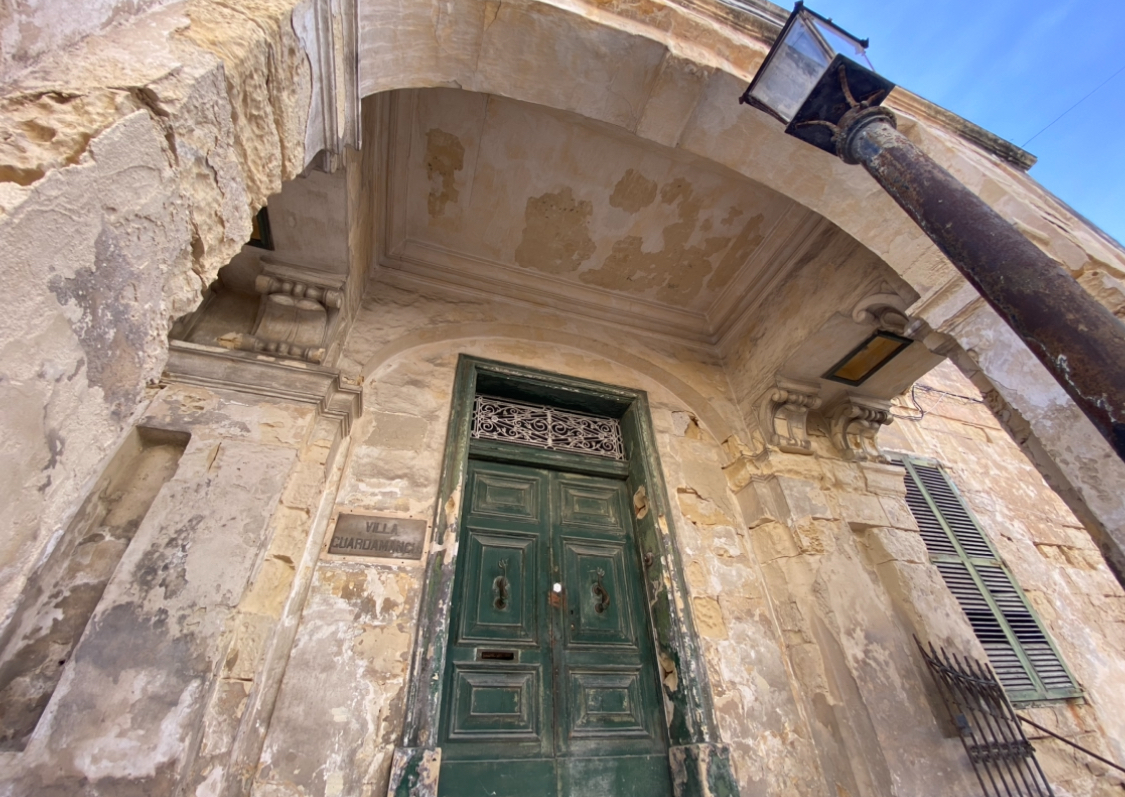
Вхід до вілли.
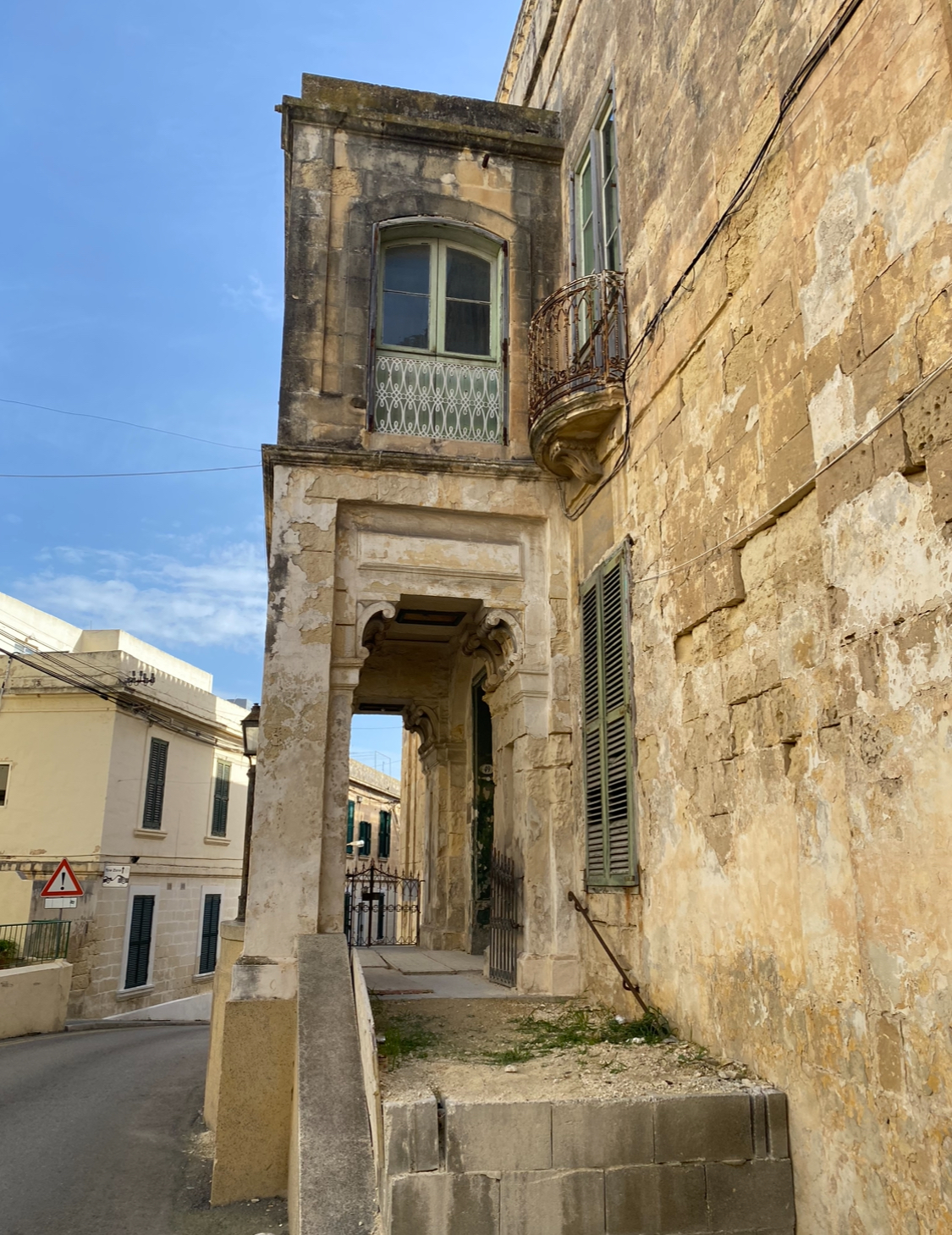
Вхід до вілли, вид з вулиці 2024 року.
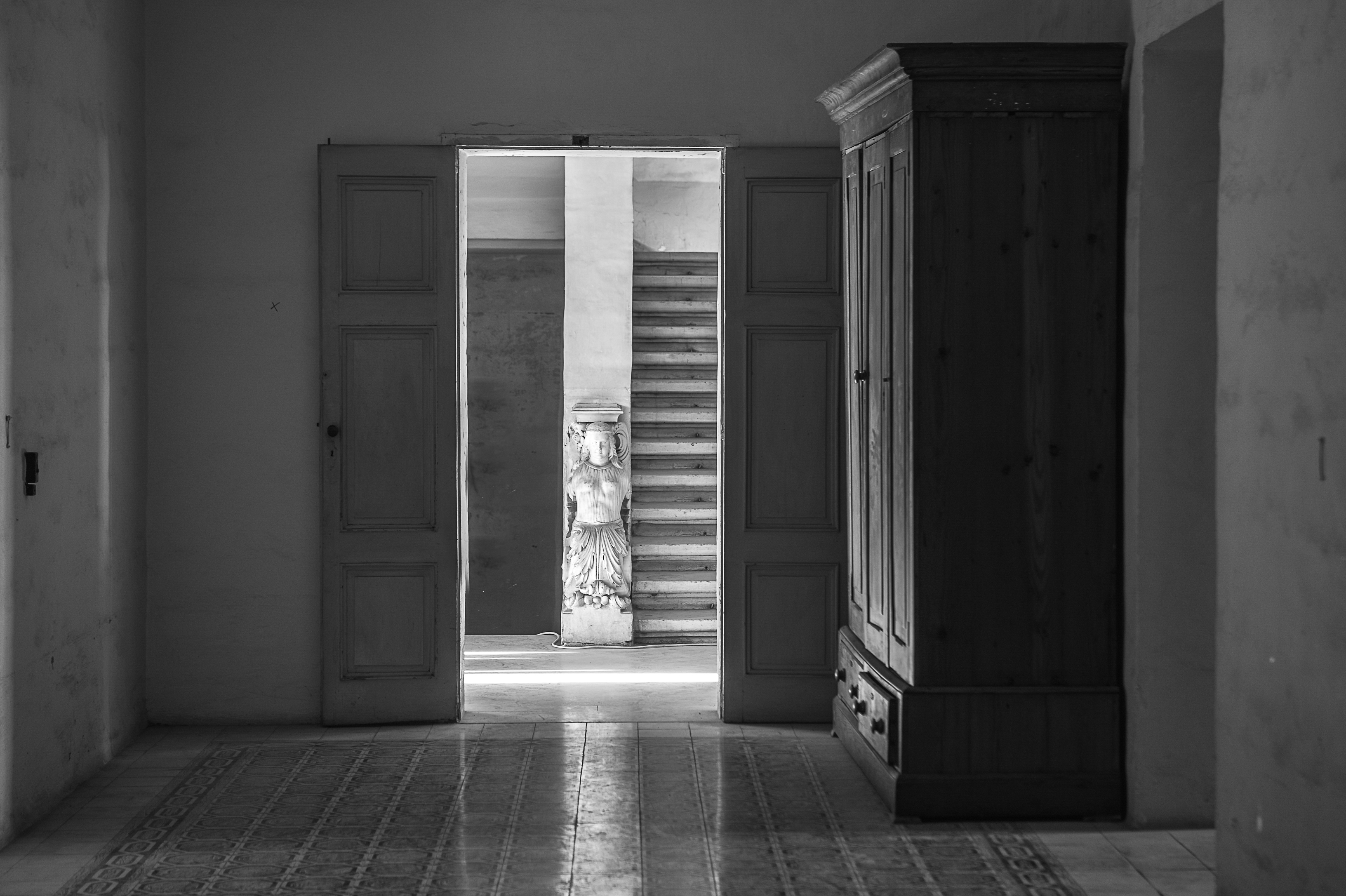
Фото інтер'єру вілли.
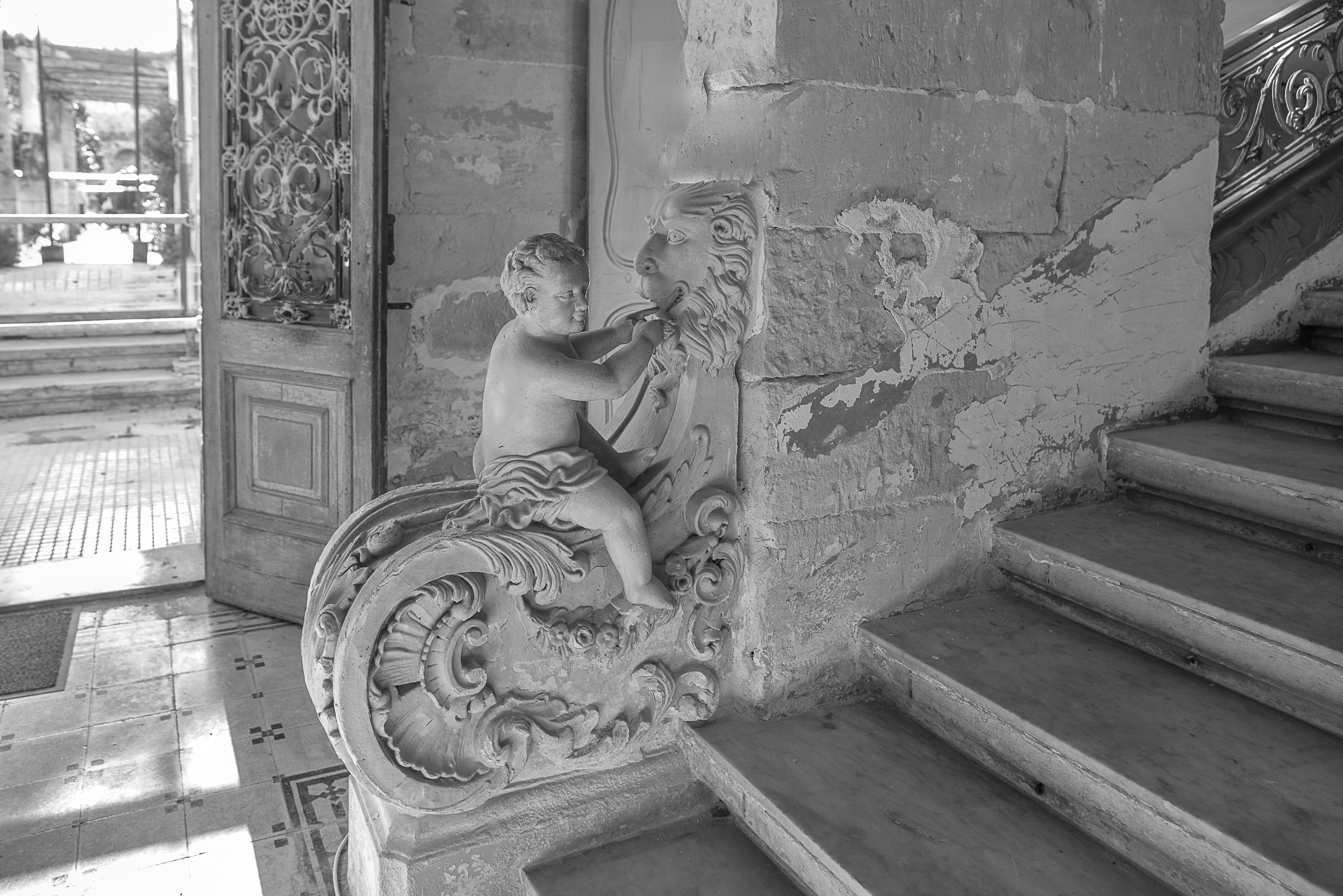
Фотографія, на якій зображено деталь у середині вілли біля сходів.